# Cimetière militaire britannique d'Assevillers
Le  Cimetière militaire britannique d'Assevillers (Assevillers New British Cemetery) est un cimetière militaire de la Première Guerre mondiale situé sur le territoire de la commune d'Assevillers dans le département de la Somme.

## Localisation
Ce cimetière est situé à l'est du village, à proximité de la ligne TGV et de l'autoroute A1, sur la route qui conduit à Barleux. Coordonnées: latitude : 49.89648 N - longitude 2.8425 E.

## Historique
Occupé depuis août 1914, le village d'Assevillers fut repris par les troupes françaises à l'automne 1916 et évacué en mars 1918 avant d'être définitivement repris par la 5e division australienne le 28 août 1918. Ce cimetière a été créé après l'armistice en regroupant les tombes de soldats tombés lors des combats et enterrés, parfois sur les lieux mêmes des combats, dans divers secteurs de la région, notamment 13 soldats du Royaume-Uni qui avaient été enterrés non loin du village par les ambulances de campagne en février et mars 1917.

## Caractéristiques
Ce cimetière comporte aujourd'hui 814 tombes de soldats du Commonwealth, dont près de la moitié ne sont pas identifiés, et la tombe d'un soldat français
Dans ce cimetière, repose le seul champion olympique australien mort au combat durant la première guerre mondiale. Le sous-lieutenant Cecil Healy, médaillé d'or et d'argent aux Jeux Olympiques de Stockholm (1912) est inhumé PLOT 2. ROW F. Grave 6. aux côtés de ses camarades du 19e bataillon d'infanterie, les soldats Bentin, Cravino et Vaughan. Ils ont trouvé la mort à l'approche du Mont Saint-Quentin le 29 août 1918.

## Galerie

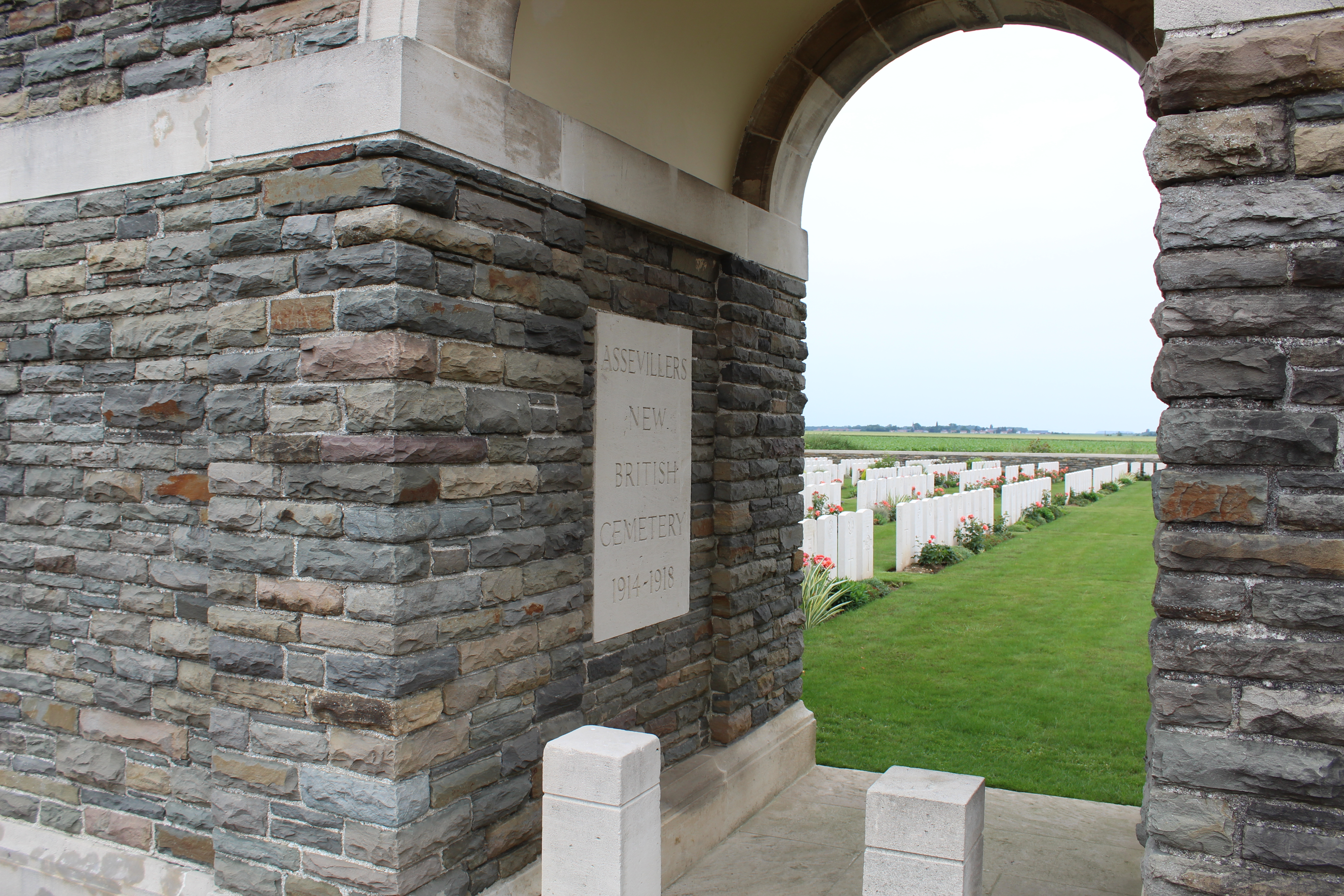
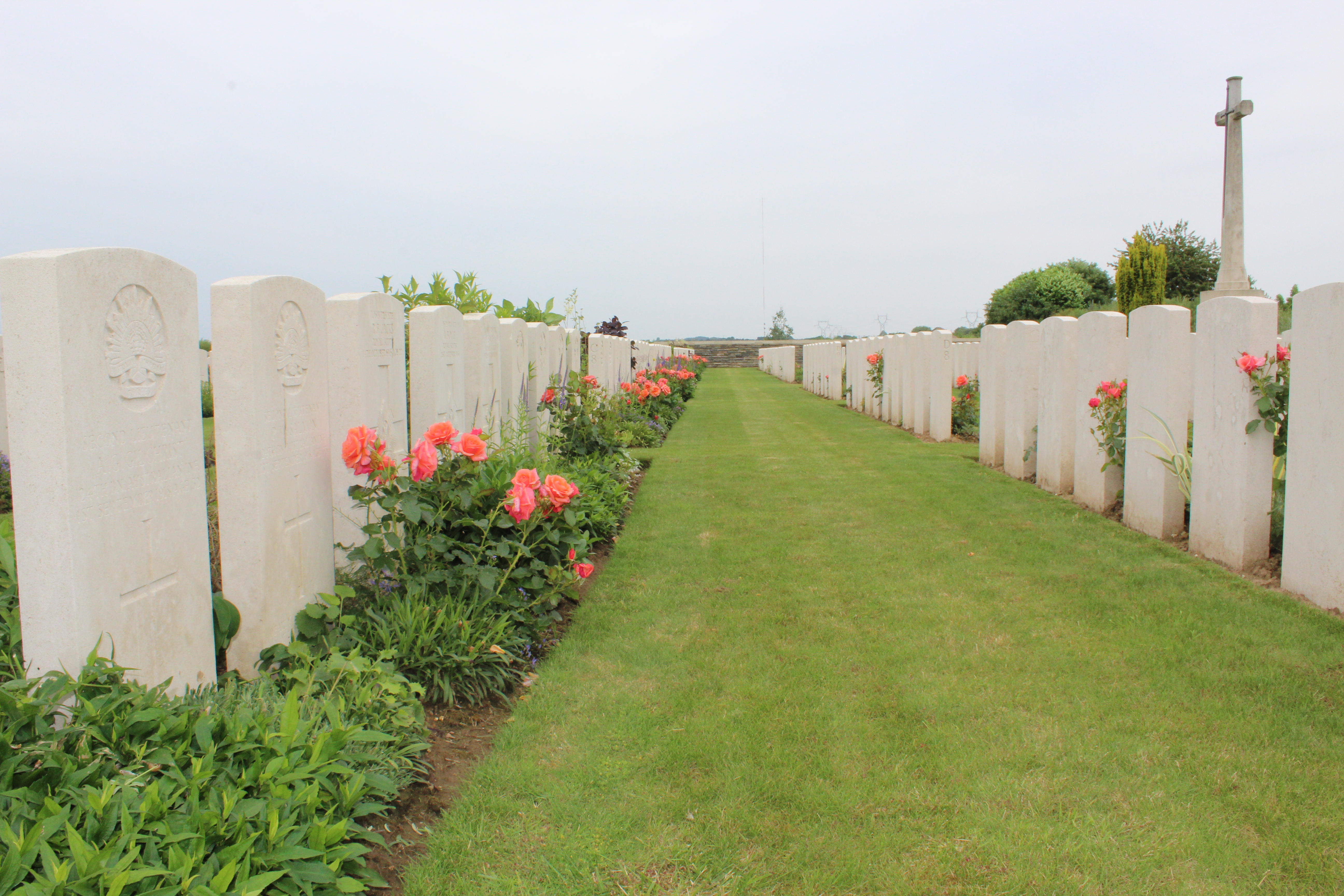
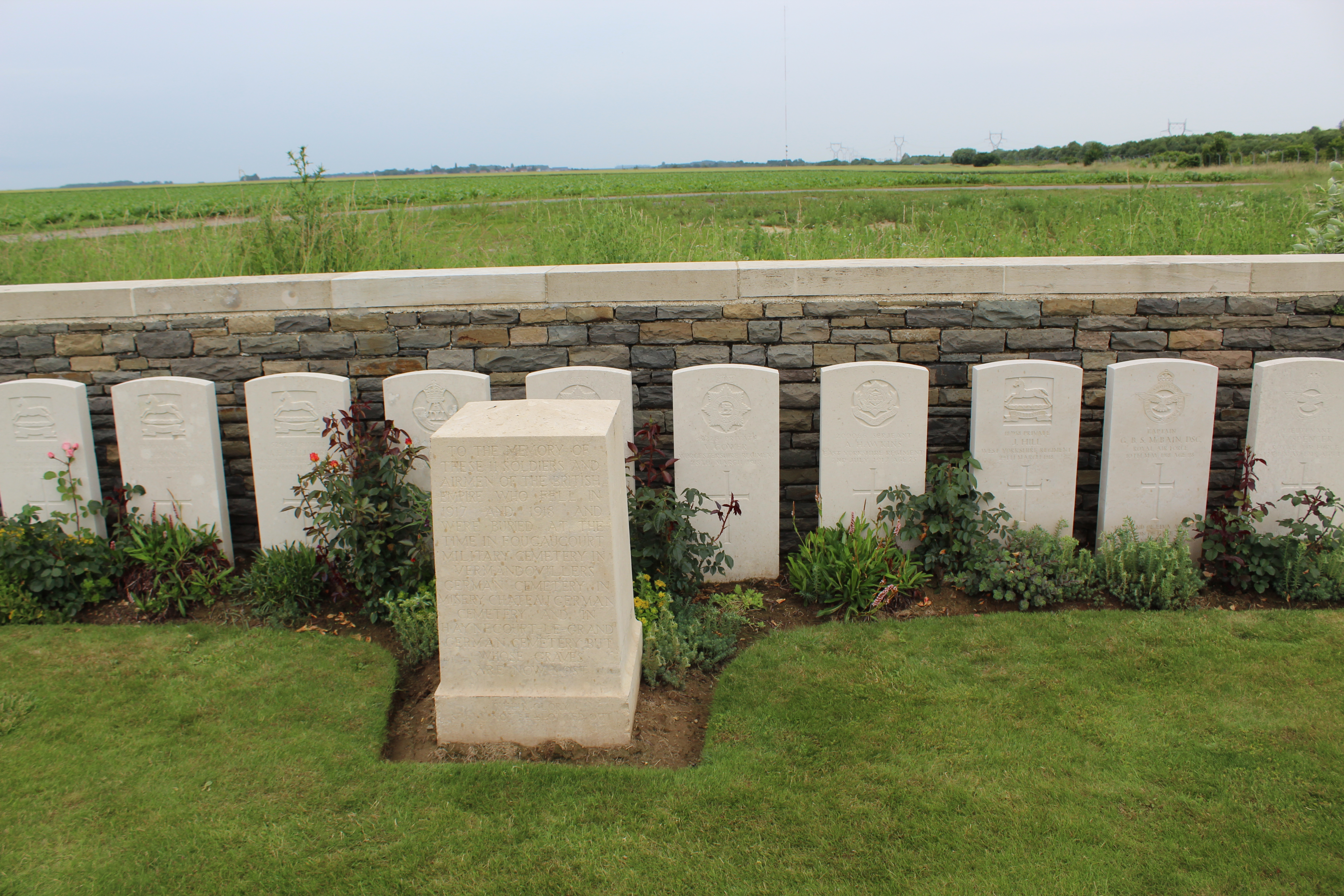

### Sépultures
| Pays           | Sépultures |
| -------------- | ---------- |
| Royaume-Uni    | 684        |
| Canada         | 3          |
| Australie      | 111        |
| Afrique du Sud | 16         |
| France         | 1          |
| Total          | 815        |